# Råbarkar-Sam

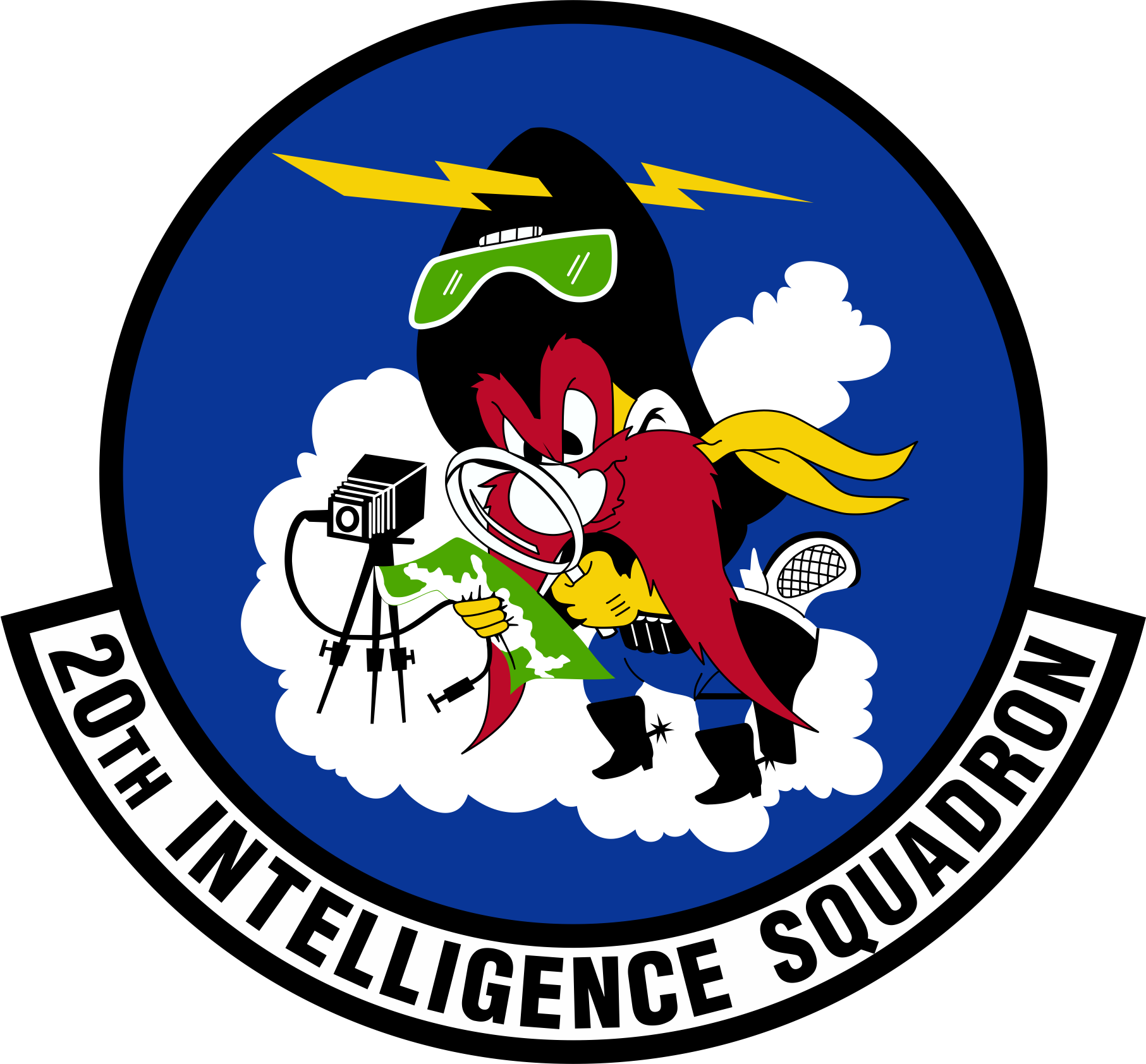
Råbarkar-Sam

Råbarkar-Sam (Yosemite Sam) är en karaktär i Looney Tunes skapad 1945 av Friz Freleng. Debuten skedde i kortfilmen Hare Trigger. 
Råbarkar-Sam är en elak cowboy som ofta har Daffy Anka och Snurre Sprätt som rivaler. I vissa filmer har han även uppträtt som till exempel riddare, soldat i amerikanska inbördeskriget eller rymdvarelse. I tre filmer med Snurre Sprätt är han sjörövare på de gamla segelfartygens tid: Mutiny on The Bunny (1950), Buccaneer Bugs (1948) och Captain Hareblower (1954).
I Sverige har figuren även kallats Sam Rödskägg. Råbarkar-Sams mest kända röstskådespelare är Mel Blanc.
Han har medverkat i långfilmer som Space Jam och Looney Tunes: Back in Action. Och så har han gjort en del oväntade gästskådespel som i Vem satte dit Roger Rabbit? där han spelades av Joe Alaskey. Spelas dock numera av Maurice LaMarche i nyare filmer. På svenska har han bland annat dubbats av Mikael Roupé.